# Eugène Heijnen
Eugène Henry Jos (Eugène) Heijnen (Heerlen, 22 juli 1964) is een Nederlands politicus namens de BoerBurgerBeweging (BBB) en fiscalist. Sinds 13 juni 2023 is hij lid van de Eerste Kamer der Staten-Generaal.

## Biografie
Heijnen werd geboren in Heerlen en studeerde fiscale economie aan de Katholieke Universiteit Brabant te Tilburg, waar hij in 1988 afstudeerde. Hierna werd hij fiscaal specialist en adviseur. Hij was onder andere bij belastingadvieskantoren werkzaam: van 1991 tot 1996 bij PricewaterhouseCoopers (PwC) en in de periodes 1996-1997 en 2008-2021 bij Ernst & Young (EY). Ook was hij intern adviseur bij energiebedrijf Essent van 1997 tot 2008. Sinds mei 2023 is Heijnen werkzaam bij Ingrosyil als Chief Fiscal and Legal Officer.
In 2022 sloot Heijnen zich aan bij de politieke partij BoerBurgerBeweging (BBB), waarna hij zich kandidaat stelde voor de Limburgse Provinciale Staten en de Eerste Kamer. Vanwege zijn zevende plek op beide lijsten werd hij voor beide verkozen. Van 29 maart tot 12 juni 2023 was hij lid van de Limburgse Staten, waarna hij die verliet vanwege de ingang van zijn Eerste Kamerlidmaatschap.

## Persoonlijk
Heijnen is getrouwd en heeft twee zoons.